# フーくん・ケイちゃん
フーくん・ケイちゃんは、大阪府警察のマスコットキャラクター。

## 概要
にこやかな表情を持たせることにより「親切さ」を、頭部の「V」（バイタリティー（活力））と赤色灯をもって有事即応及び常時警戒の姿勢を表すことにより「頼もしさ」を表象している。
また、男の子と女の子の兄妹ペアにして「暖かさ」と「頼もしさ」を一層強調している。